# Conjunto histórico-artístico de Sanlúcar de Barrameda

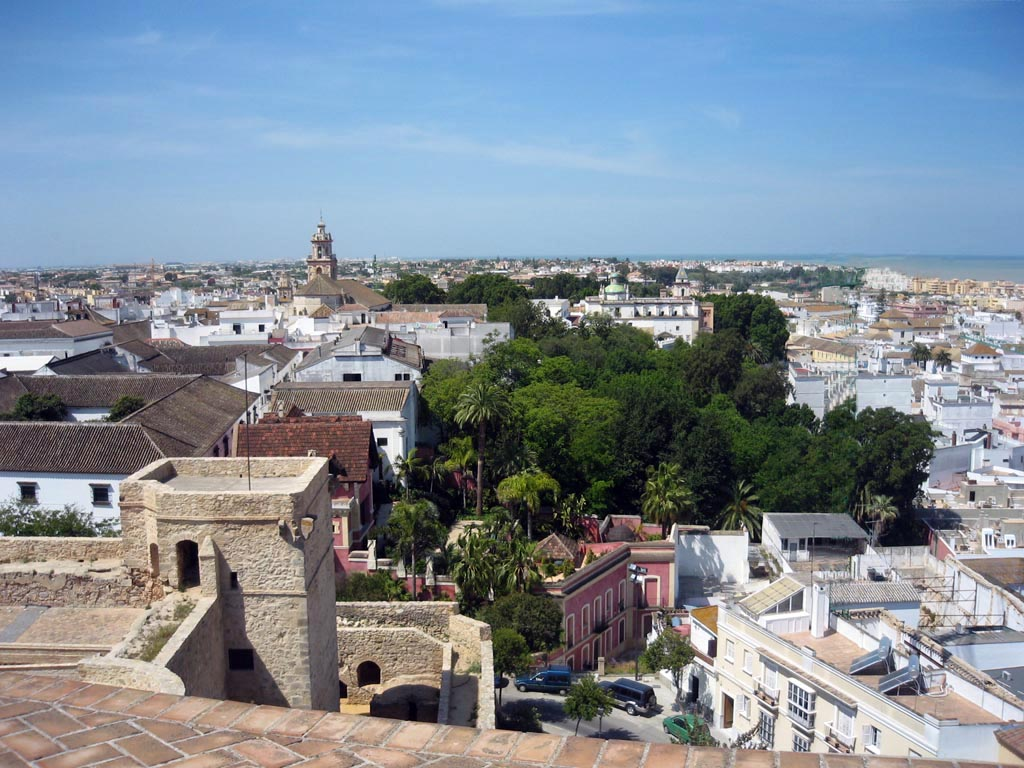
Vista de Sanlúcar de Barremda.

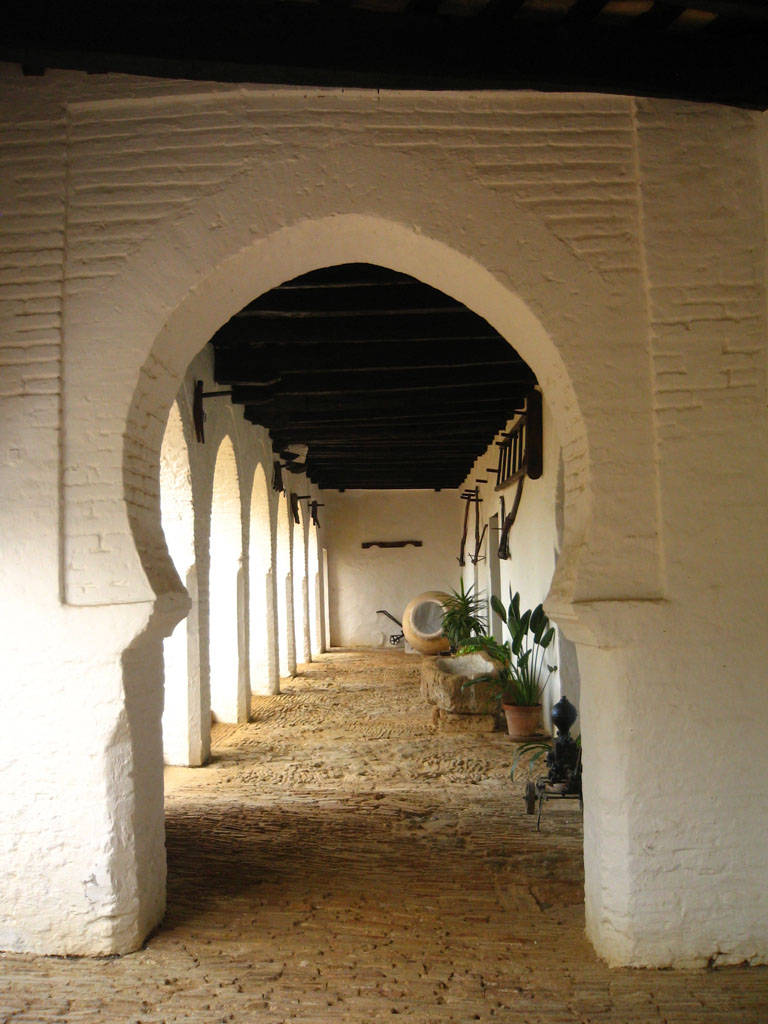
Palacio de los duques de Medina Sidonia.

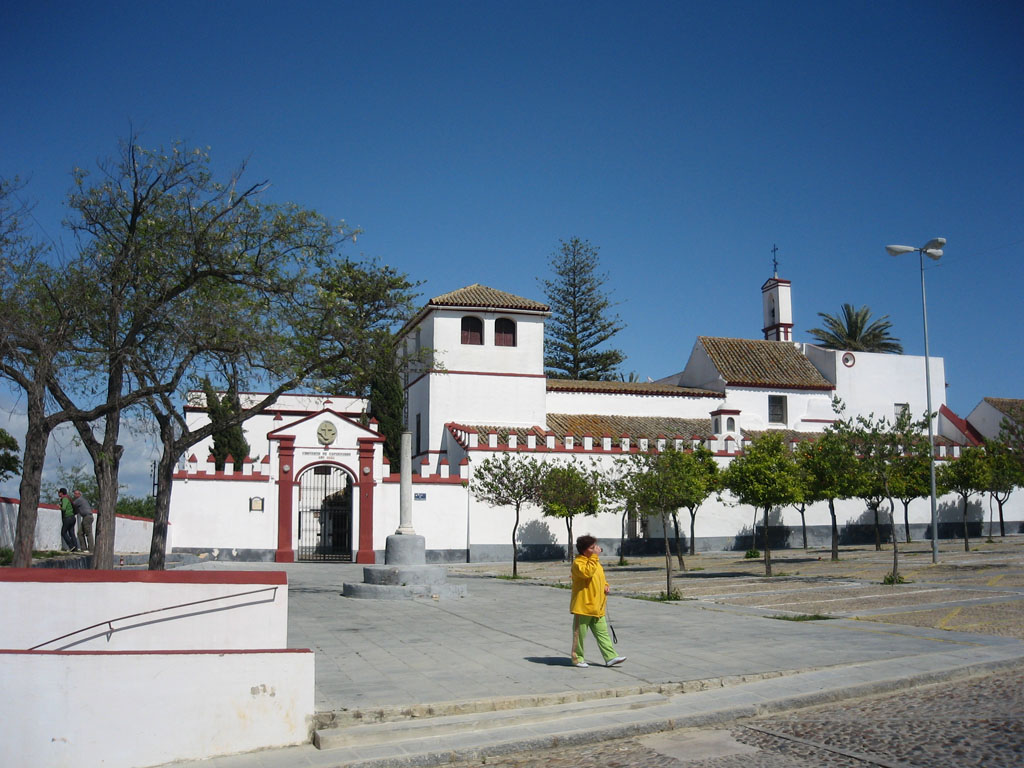
Convento de Capuchinos.

La ciudad española de Sanlúcar de Barrameda (Cádiz) fue declarada por decreto-ley  Conjunto Histórico-artístico en 1973.  A pesar de ello y de que la  Ley de Patrimonio Histórico Español de 1986 establece como competencia municipal la obligatoriedad de redactar un Plan Especial de Protección del Conjunto Histórico-Artístico en su artículo 20.1, ninguno de los gobiernos municipales posteriores a dicha ley ha redactado, a fecha del año 2011, dicho plan; incumpliéndose sistemáticamente la ley vigente. La Delegación General de Bienes Culturales de la Junta de Andalucía, en el marco de la Ley de Patrimonio Histórico Andaluz de 1991, tampoco ha tomado de forma efectiva cartas en el asunto. En los últimos años, esta situación, junto a la especulación urbanística que recorre gran parte de España, ha mermado sustancialmente el riquísimo patrimonio arquitectónico y urbanístico sanluqueño, además de propiciar un modelo de  ordenación del territorio que aunque perfectamente legal, no siempre es ni justo ni sostenible.

## Lugares del conjunto
- Anexo:Patrimonio Histórico Andaluz en la Costa Noroeste de Cádiz#Sanlúcar de Barrameda
- Yacimiento arqueológico del Tesorillo de la Algaida
- Yacimiento arqueológico de Ébora
- Fortificaciones de Sanlúcar de Barrameda
- Castillo de Santiago
- Baluarte de San Salvador
- Castillo del Espíritu Santo
- Ciudad-convento de Sanlúcar de Barrameda
- Iglesia de Nuestra Señora de la O (Sanlúcar de Barrameda)
- Ermita y cementerio de San Antón Abad
- Monasterio de Nuestra Señora de Barrameda
- Convento de San Francisco (Sanlúcar de Barrameda)
- Convento de Madre de Dios
- Iglesia del Convento de Santo Domingo
- Iglesia de San Jorge (Sanlúcar de Barrameda)
- Iglesia de Nuestra Señora del Carmen (Sanlúcar_de_Barrameda)
- Convento de Regina (Sanlúcar de Barrameda)
- Santuario de Nuestra Señora de la Caridad
- Iglesia del Convento la Merced
- Convento de las Descalzas (Sanlúcar de Barrameda)
- Palacio de los duques de Medina Sidonia
- Casa de Arizón
- Palacio de los Infantes de Orleans y Borbón
- Las Covachas
- La Almona
- Mercado de abastos
- Faro de San Jerónimo
- Iglesia de la Trinidad (Sanlúcar de Barrameda)
- Iglesia de San Nicolás (Sanlúcar de Barrameda)
- Convento de los Agustinos (Sanlúcar de Barrameda)
- Convento de la Victoria (Sanlúcar de Barrameda)
- Convento de la Compañía de Jesús (Sanlúcar de Barrameda)
- Convento de Capuchinos (Sanlúcar de Barrameda)
- Convento de los Carmelitas Calzados (Sanlúcar de Barrameda)
- Convento de los Carmelitas Descalzos de Sanlúcar de Barrameda
- Iglesia de los Desamparados (Sanlúcar de Barrameda)
- Ermita de Nuestra Señora de Bonanza (Sanlúcar de Barrameda)
- Ermita de San Sebastián (Sanlúcar de Barrameda)
- Ermita de Santa Brígida (Sanlúcar de Barrameda)
- Ermita de San Blas (Sanlúcar de Barrameda)
- Ermita de San Roque (Sanlúcar de Barrameda)
- Ermita de Nuestra Señora de Guía (Sanlúcar de Barrameda)
- Ermita de Nuestra Señora de las Cuevas (Sanlúcar de Barrameda)
- Capilla de San Diego de Alcalá (Sanlúcar de Barrameda)
- Iglesia de San Miguel (Sanlúcar de Barrameda)
- Iglesia de San Juan Bautista (Sanlúcar de Barrameda)
- Convento de San Diego (Sanlúcar de Barrameda)
- Jardín de las Piletas
- Jardín Botánico de Sanlúcar